# Akshay Kumar
Pour les articles homonymes, voir Kumar (homonymie).
Akshay Kumar, de son vrai nom Rajiv Hari Om Bhatia, né le 9 septembre 1967, est un acteur indien. Il a tourné plus de 100 films à Bollywood. Ses nombreux succès dans des films d'action et des comédies l'établissent comme l'une des plus grandes stars de l'industrie cinématographique hindi.

## Jeunesse et vie privée
Akshay Kumar est né à Amritsar (Pendjab, Inde) dans une famille militaire. Il est élevé à New Delhi puis à Bombay où il fréquente l'école Don Bosco puis le Guru Nanak Khalsa College. Il se forme au taekwondo puis à la boxe thai à Bangkok, arts martiaux qu'il enseigne à son retour en Inde avant de devenir mannequin.
Après avoir entretenu une relation avec Raveena Tandon (1994-1996) et Shilpa Shetty (1997-1999) (Rani) en 1999-2001. le 17 janvier 2001, Akshay Kumar épouse Twinkle Khanna, fille des acteurs Rajesh Khanna et Dimple Kapadia. Le couple a deux enfants, Aarav, né en 2002, et Nitara, née en 2012. Pendant la pandémie de Coronavirus, Akshay Kumar, alors qu'il buvait du thé à la crotte d'éléphant dans une réserve de tigre en compagnie de l'aventurier anglais Bear Grylls, confiera qu’il continuait à boire chaque jour de l'urine de vache pour lutter contre le coronavirus.

## Carrière
Débuts (1991-2001)
Pendant les années 1990, Kumar présenté comme le meilleur acteur d'action de Bollywood ; il tient le premier rôle dans des films d'actions à succès comme Khiladi (1992), Mohra (1994) et Sabse Bada Khiladi (1995), et en particulier connu pour sa série Khiladi. Cependant, il est également reconnu pour ses performances dans des films romantiques comme Yeh Dillagi (1994), Dil To Pagal Hai (1997) et Dhadkan (2000) aussi bien que dans des films dramatiques tels que Jaanwar (1999) et  Ek Rishtaa (2001) ou comiques : Mujhse Shaadi Karogi, Garam Masala, Heyy Babyy…
Succès (2002-2010)
En 2002, il reçoit sa première récompense lors des Filmfare Awards 2002 pour le meilleur rôle négatif dans Ajnabee (2001). Pour changer son image, Kumar a tourné dans des films comiques dans lesquels il se démarque dans Hera Pheri (2000), Mujhse Shaadi Karogi (2004), Garam Masala (2005) et Waqt: The Race Against Time (2005) a rencontré l'acclamation de la critique. Son succès continue en 2007, quand il tient le premier rôle dans quatre succès commerciaux consécutifs : Namastey London, Heyy Babyy, Bhool Bhulaiyaa et Welcome.
En 2008, l'université de Windsor en Ontario (Canada), lui a octroyé une récompense honorifique pour sa contribution au cinéma hindi. Il tourne dans 3 films en 2008 : 2 échecs Jumbo et Tashan et un succès Singh Is Kinng.
En 2009, il tourne dans 5 films : Chandni Chowk To China, 8 X 10 Tasveer, Kambakkht Ishq, Blue qui ont été de gros échecs au box office mais il renoue avec le succès modéré De Dana Dan aux côtés de Katrina Kaif.
En 2009, il lui a été attribué le Padma Shri par le gouvernement indien.
En 2010, Akshay a tourné dans 6 films : une apparence dans Jaane Kahan Se Aayi Hai ensuite en rôle principal dans Housefull sorti le 30 avril 2010, il partage l'affiche avec plusieurs autres acteurs populaires : Arjun Rampal, Ritesh Deshmukh, Jiah Khan, Lara Dutta, Boman Irani et Deepika Padukone ce qui lui a valu le statut de hit en Inde. S'ensuit la comédie romantique Action Replayy avec Aishwarya Rai puis Khatta Meeta avec Trisha Krishnan qui n'ont malheureusement pas le succès escompté. Son dernier film de l'année, Tees Maar Khan avec Katrina Kaif, est lui aussi un gros échec au box office.
Depuis 2011

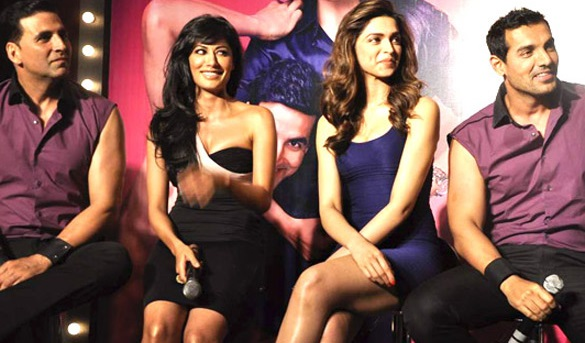
Le casting de Desi Boyz

En 2011, il sort trois films : Patiala House avec Anushka Sharma, Thank You avec Sonam Kapoor et Desi Boyz avec John Abraham. L'année suivante voit la sortie de Joker, Rowdy Rathore avec Sonakshi Sinha, Housefull 2, OMG: Oh My God et enfin Khiladi 786, 8e opus de la série d'action qui a fait sa célébrité. Special 26, succès critique et public, est son premier film de 2013.
Akshay Kumar est réputé pour sa proximité avec le Premier ministre nationaliste hindou Narendra Modi et pour ses films aux relents chauvins.

## Filmographie
| Année | Film                                 | Rôle                          | Autres notes                                                                                      |
| ----- | ------------------------------------ | ----------------------------- | ------------------------------------------------------------------------------------------------- |
| 1991  | Saugandh                             | Shiva                         |                                                                                                   |
| 1992  | Dancer                               | Raja                          |                                                                                                   |
| 1992  | Mr. Bond                             | Mr. Bond                      |                                                                                                   |
| 1992  | Khiladi                              | Raj Malhotra                  |                                                                                                   |
| 1992  | Deedar                               | Anand Malhotra                |                                                                                                   |
| 1993  | Ashaant                              | Vijay                         |                                                                                                   |
| 1993  | Dil Ki Baazi                         | Vijay                         |                                                                                                   |
| 1993  | Kayda Kanoon                         | Daud                          |                                                                                                   |
| 1993  | Waqt Hamara Hai                      | Vikas Sabkuchwala             |                                                                                                   |
| 1993  | Sainik                               | Suraj Dutt                    |                                                                                                   |
| 1994  | Elaan                                | Vishal Chaudhry               |                                                                                                   |
| 1994  | Yeh Dillagi                          | Vijay Saigal                  | Nommé, Filmfare Awards: Meilleur Acteur                                                           |
| 1994  | Jai Kishen                           | Jai Verma/Kishen              |                                                                                                   |
| 1994  | Mohra                                | Amar Saxena                   |                                                                                                   |
| 1994  | Main Khiladi Tu Anari                | Karan Joglekar                |                                                                                                   |
| 1994  | Ikke Pe Ikka                         | Rajiv                         |                                                                                                   |
| 1994  | Amaanat                              | Amar                          |                                                                                                   |
| 1994  | Suhaag                               | Raj                           |                                                                                                   |
| 1994  | Nazar Ke Samne                       | Jai Kumar                     |                                                                                                   |
| 1994  | Zakhmi Dil                           | Jaidev Anand                  |                                                                                                   |
| 1994  | Zaalim                               | Ravi                          |                                                                                                   |
| 1994  | Hum Hain Bemisaal                    | Vijay Sinha                   |                                                                                                   |
| 1995  | Paandav                              | Vijay                         |                                                                                                   |
| 1995  | Maidan-E-Jung                        | Karan                         |                                                                                                   |
| 1995  | Sabse Bada Khiladi                   | Vijay Kumar/Lallu             |                                                                                                   |
| 1996  | Tu Chor Main Sipahi                  | Amar Varma                    |                                                                                                   |
| 1996  | Khiladiyon Ka Khiladi                | Akshay Malhotra               |                                                                                                   |
| 1997  | Sapoot                               | Prem                          |                                                                                                   |
| 1997  | Lahoo Ke Do Rang                     | Sikandar Davai                |                                                                                                   |
| 1997  | Insaaf: The Final Justice            | Vikram                        |                                                                                                   |
| 1997  | Daava                                | Arjun                         |                                                                                                   |
| 1997  | Tarazu                               | Inspector Ram Yadav           |                                                                                                   |
| 1997  | Mr. and Mrs. Khiladi                 | Raja                          |                                                                                                   |
| 1997  | Dil To Pagal Hai                     | Ajay                          |                                                                                                   |
| 1997  | Aflatoon                             | Rocky/Raja                    |                                                                                                   |
| 1998  | Keemat: They Are Back                | Dev                           |                                                                                                   |
| 1998  | Angaaray                             | Amar                          |                                                                                                   |
| 1998  | Barood                               | Jai Sharma                    |                                                                                                   |
| 1999  | Aarzoo                               | Vijay Khanna                  |                                                                                                   |
| 1999  | International Khiladi                | Rahul "Devraj"                |                                                                                                   |
| 1999  | Zulmi                                | Raj                           |                                                                                                   |
| 1999  | Sangharsh                            | Professeur Aman Varma         |                                                                                                   |
| 1999  | Jaanwar                              | Badshah/Babu Lohaar           |                                                                                                   |
| 2000  | Hera Pheri                           | Raju                          |                                                                                                   |
| 2000  | Dhadkan                              | Ram                           |                                                                                                   |
| 2000  | Khiladi 420                          | Dev Kumar/Anand Kumar         |                                                                                                   |
| 2001  | Ek Rishtaa: The Bond of Love         | Ajay Kapoor                   |                                                                                                   |
| 2001  | Ajnabee                              | Vikram Bajaj                  | Lauréat, Filmfare Awards: Meilleur rôle négatif                                                   |
| 2002  | Haan Maine Bhi Pyaar Kiya            | Raj Malhotra                  |                                                                                                   |
| 2002  | Aankhen                              | Vishwas Prajapati             |                                                                                                   |
| 2002  | Awara Paagal Deewana                 | Guru Gulab Khatri             |                                                                                                   |
| 2002  | Jaani Dushman : Ek Anokhi Kahani     | Atul                          |                                                                                                   |
| 2003  | Talaash: The Hunt Begins...          | Arjun                         |                                                                                                   |
| 2003  | Andaaz                               | Raj Malhotra                  |                                                                                                   |
| 2004  | Ghar Grihasti                        |                               | Apparition spéciale                                                                               |
| 2004  | Khakee                               | Sr. Inspector Shekhar Verma   | Nommé, Filmfare Awards: Meilleur second rôle                                                      |
| 2004  | Police Force: An Inside Story        | Vijay Singh                   |                                                                                                   |
| 2004  | Aan: Men at Work                     | DCP Hari Om Patnaik           |                                                                                                   |
| 2004  | Meri Biwi Ka Jawaab Nahin            | Inspector Ajay                |                                                                                                   |
| 2004  | Mujhse Shaadi Karogi                 | Arun "Sunny"                  | Nommé, Filmfare Awards: Meilleur second rôle Nommé, Filmfare Awards: Meilleur rôle comique        |
| 2004  | Hatya: The Murder                    | Ravi                          |                                                                                                   |
| 2004  | Aitraaz                              | Raj Malhotra                  |                                                                                                   |
| 2004  | Ab Tumhare Hawale Watan Saathiyo     | Major Rajeev                  |                                                                                                   |
| 2005  | Insaan                               | Amjad                         |                                                                                                   |
| 2005  | Bewafaa                              | Raja                          |                                                                                                   |
| 2005  | Waqt: The Race Against Time          | Aditiya Takur                 |                                                                                                   |
| 2005  | Garam Masala                         | Makrand "Mac"                 | Lauréat, Filmfare Awards: Meilleur rôle comique                                                   |
| 2005  | Deewane Huye Paagal                  | Rocky Hiranandani             |                                                                                                   |
| 2005  | Dosti: Friends Forever               | Raj Malhotra                  |                                                                                                   |
| 2006  | Family - Ties of Blood               | Shekhar Bhatia                |                                                                                                   |
| 2006  | Mere Jeevan Saathi                   | Vicky                         |                                                                                                   |
| 2006  | Humko Deewana Kar Gaye               | Aditiya Malhotra              |                                                                                                   |
| 2006  | Phir Hera Pheri                      | Raju                          |                                                                                                   |
| 2006  | Jaan-E-Mann                          | Agastya Rao "Champu"          |                                                                                                   |
| 2006  | Bhagam Bhag                          | Bunty                         |                                                                                                   |
| 2007  | Namastey London                      | Arjun Singh                   | Nommé, Filmfare Awards: Meilleur Acteur                                                           |
| 2007  | Heyy Babyy                           | Arush Mehra                   |                                                                                                   |
| 2007  | Bhool Bhulaiyaa                      | Dr Aditiya Shrivastav         |                                                                                                   |
| 2007  | Om Shanti Om                         | Lui-même                      | Participation exceptionnelle                                                                      |
| 2007  | Welcome                              | Rajiv Saini                   |                                                                                                   |
| 2008  | Tashan                               | Bachchan Pande                |                                                                                                   |
| 2008  | Singh Is Kinng                       | Happy Singh                   | Nommé, Filmfare Awards: Meilleur Acteur Nommé, Asian Film Award dans la catégorie Meilleur Acteur |
| 2008  | Khan Kluay (Jumbo)                   | Jumbo (voix)                  | Voix (film d'animation)                                                                           |
| 2009  | Chandni Chowk to China               | Sidhu Sharma                  |                                                                                                   |
| 2009  | 8 X 10 Tasveer                       | Jai Puri/Jeet                 |                                                                                                   |
| 2009  | Kambakkht Ishq                       | Viraj Shergill                |                                                                                                   |
| 2009  | Blue                                 | Aarav                         |                                                                                                   |
| 2009  | De Dana Dan                          | Nitin Bankar                  |                                                                                                   |
| 2010  | Jaane Kahan Se Aayi Hai              |                               | Spéciale Apparence                                                                                |
| 2010  | Housefull                            | Aarush                        |                                                                                                   |
| 2010  | Helloo India                         |                               | Reporté                                                                                           |
| 2010  | Khatta Meetha                        | Sachin Tichkule               |                                                                                                   |
| 2010  | Action Replayy                       | Kishen                        |                                                                                                   |
| 2010  | Tees Maar Khan                       | Tabrez Mirza Khan             | Acteur et producteur                                                                              |
| 2011  | Patiala House                        | Gattu Singh Kahlon            | Acteur et producteur                                                                              |
| 2011  | Thank You                            | Kishen                        | Acteur et producteur                                                                              |
| 2011  | Speedy Singhs                        |                               | Participation exceptionnelle dans la chanson Shera Di Kaum                                        |
| 2011  | Desi Boyz                            | Jerry Patel (Rocco)           |                                                                                                   |
| 2012  | Joker                                | Rajkumar/Agastya              |                                                                                                   |
| 2012  | Housefull 2                          | Aarush                        |                                                                                                   |
| 2012  | Rowdy Rathore                        | Vikram Singh Rathore          |                                                                                                   |
| 2012  | OMG: Oh My God!                      | Lord Krishna                  | Acteur et producteur                                                                              |
| 2012  | Khiladi 786                          | Bahattar Singh/Tehattar Singh | Acteur et producteur                                                                              |
| 2013  | Special 26                           | Ajay Singh / Ajju             | Titre alternatif : Special Chabbis                                                                |
| 2013  | Once Upon ay Time in Mumbai Dobaara! |                               |                                                                                                   |
| 2014  | Holiday                              | Virat bakshi                  |                                                                                                   |
| 2015  | Gabbar Is Back                       | Aditiya / Gabbar              |                                                                                                   |
| 2015  | Brothers                             | David Fernandes               |                                                                                                   |
| 2015  | Singh Is Bliing                      | Raftaar Singh                 |                                                                                                   |
| 2016  | Airlift                              | Ranjit Katyal                 |                                                                                                   |
| 2016  | Housefull 3                          | Sandy/Sundi                   |                                                                                                   |
| 2016  | Rustom                               | Rustom Pavri                  |                                                                                                   |
| 2017  | Jolly LLB 2                          | Jagadishwar "Jolly" Mishra    |                                                                                                   |
| 2017  | Naam Shabana                         | Ajay                          |                                                                                                   |
| 2017  | Toilettes : une histoire d'amour     | Keshav                        |                                                                                                   |
| 2018  | Pad Man                              | Lakshmikant Chauhan           |                                                                                                   |
| 2018  | 2.0                                  | Richard                       |                                                                                                   |
| 2018  | Gold                                 | N.A.                          |                                                                                                   |
| 2018  | Mogul - The Gulshan Kumar Story      | Mogul                         |                                                                                                   |
| 2019  | Kesari                               | N.A.                          |                                                                                                   |